# Kamikaze (Cocktail)

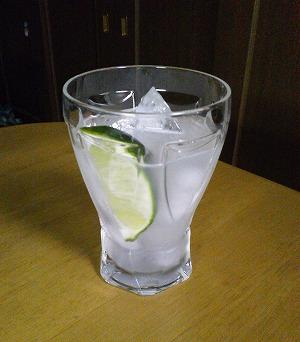
Kamikaze

Kamikaze ist ein starker Cocktail, der sowohl im Cocktailglas als auch als Kurzer ausgeschenkt wird.
Er besteht zu je einem Drittel aus Wodka, Triple sec und Limettensaft, die Zutaten werden entweder mit oder ohne Crushed Ice gemixt. Hinzu können noch Eiswürfel und eine Limettenscheibe gegeben werden. Als Variationen sind unterschiedliche Mischungsverhältnisse möglich, etwa indem mehr Wodka und dafür weniger Limettensaft benutzt wird.
Die International Bartenders Association führt den Cocktail offiziell unter den New Era Drinks. Seinen Namen verdankt er seiner Wirkung, die mit der Stärke japanischer Kamikaze-Spezialtruppen verglichen wird.